# The Cockpit

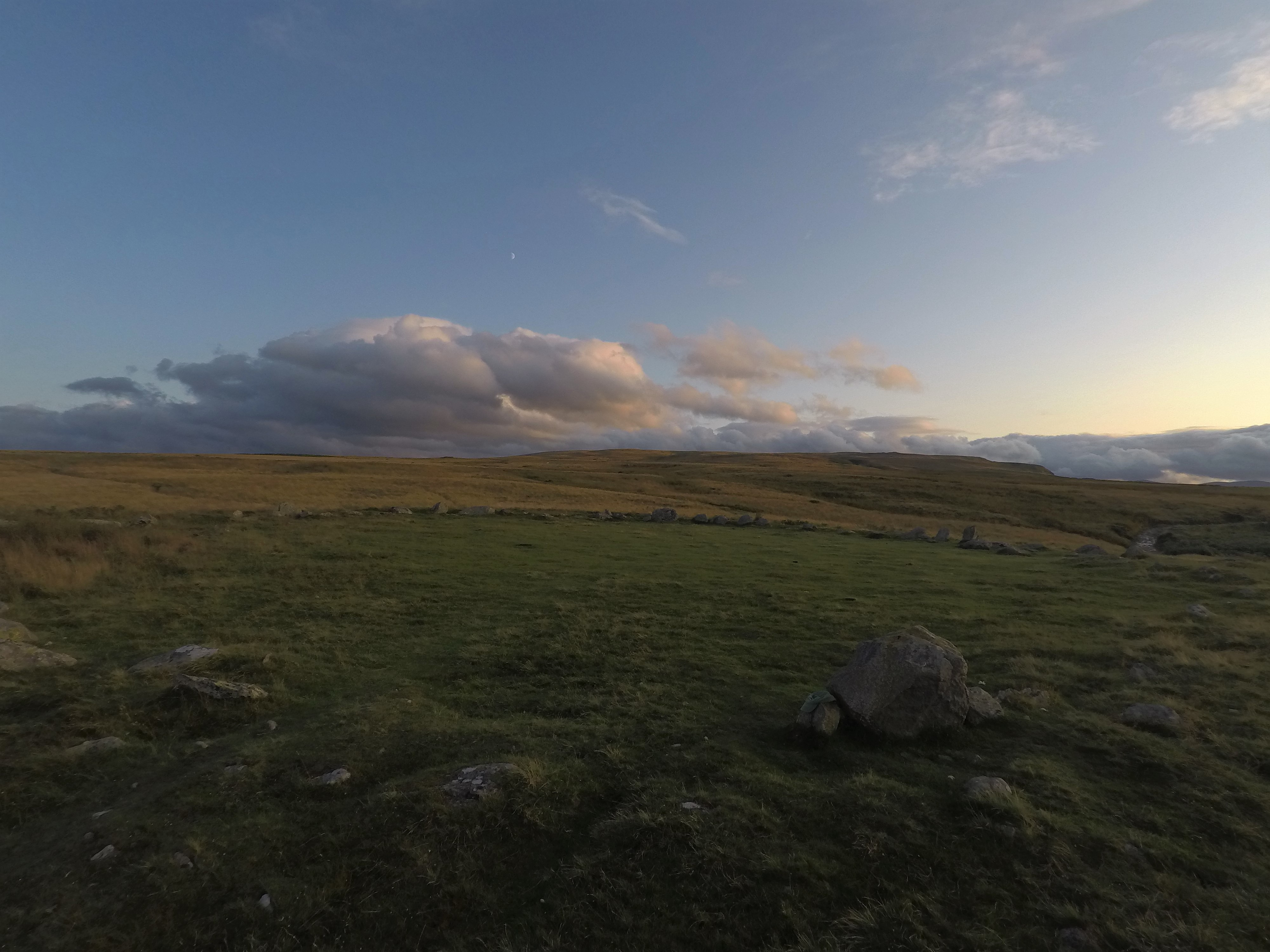
Steinkreis The Cockpit – im Vordergrund

The Cockpit ist ein Steinkreis auf einem kleinen Plateau im Nordwesten des Divock Moores in Penrith bei Askham in Cumbria in England.
Der Steinkreis im Askham und Barton Fell steht an der Kreuzung der M6 und der A66, an der sich schon in der Bronzezeit wichtige Handelsrouten kreuzten. Die Bronzezeit Großbritanniens dauerte fast 1500 Jahre und es ist schwierig, den Steinkreis zu datieren, zumal er Merkmale der frühen und der späten Bronzezeit aufweist. Seine Steine stehen in einer niedrigen Böschung, was auf ein spätes Datum deutet. Er hat mehr als 28,0 m Durchmesser und 75 Steine, von denen mehr als 20 etwa 1,0 m hoch sind, was auf ein frühes Datum deutet. 
Der Steinkreis von Castlerigg stammt aus der Jungsteinzeit, hat Gemeinsamkeiten mit The Cockpit.
Eine Theorie zum Bau besagt, dass das Land geebnet und ein kompletter Kreis ausgegraben wurde, statt für jeden Stein ein Loch zu graben. Die Steine wurden an der Kante angelehnt und schließlich wurde der zentrale Bereich wieder aufgefüllt.
Der Kreis könnte einen doppelten Ring aus Steinen gehabt haben, aber an den meisten Stellen überlebte nur ein Ring, wobei es auf der Nordwestseite ein Doppelkreissegment gibt. Eine Lücke im westlichen Bogen könnte den Zugang gebildet haben. Es gibt auch einen möglichen Zugang im Nordosten.
Südlich liegen die Cockpit Cairns.